# Velången
Velången är en sjö cirka 30 kilometer norr om Uppsala i Uppsala kommun i Uppland och ingår i Norrströms huvudavrinningsområde. Sjön är 2,5 meter djup, har en yta på 1,78 kvadratkilometer och befinner sig 40 meter över havet. Sjön avvattnas av vattendraget Velångsbäcken. Vid provfiske har bland annat abborre, braxen, gers och gädda fångats i sjön.
Sjön ingår i ett större myr- och mossområde strax väster om Uppsalaåsen. Sjöns nordöstligaste del ingår i Vikstaheden. Avvattning sker genom Velångskanalen, som har sitt avflöde i sjöns södra del. Största tillflöde till sjön är Nävergårdsbäcken, som kommer västerifrån från sjön Nävergården (46 m ö.h.) samt före Velången även genomflyter den mindre sjön Mossaren (40 m ö.h.).
Runt Velången går en vandringsled, på vilken motionsloppet Velången runt anordnas med jämna mellanrum. Området tillhör till största delen Norunda häradsallmänning. Visst fiske förekommer i sjön.

## Delavrinningsområde
Velången ingår i delavrinningsområde (666661-159257) som SMHI kallar för Utloppet av Velången. Medelhöjden är 42 meter över havet och ytan är 8,67 kvadratkilometer. Det finns ett avrinningsområde uppströms, och räknas det in blir den ackumulerade arean 32,65 kvadratkilometer. Velångsbäcken som avvattnar avrinningsområdet har biflödesordning 4, vilket innebär att vattnet flödar genom totalt 4 vattendrag innan det når havet efter 131 kilometer. Avrinningsområdet består mestadels av skog (48 procent) och sankmarker (30 procent). Avrinningsområdet har 1,78 kvadratkilometer vattenytor vilket ger det en sjöprocent på 20,5 procent.

## Fisk
Vid provfiske har följande fisk fångats i sjön:
- Abborre
- Braxen
- Gärs
- Gädda
- Mört